# Леттс, Трейси
Трейси Леттс (англ. Tracy Letts; род. 4 июля 1965, Талса, Оклахома, США) — американский сценарист, драматург, актёр. Автор нескольких книг, по которым написаны сценарии для дальнейшей экранизации. Среди них — фильм Уильяма Фридкина «Киллер Джо», который изначально существовал в виде театральной постановки.

## Биография
В 2008 году получил Пулитцеровскую премию за пьесу «Август: графство Осейдж». Однако впервые на премию номинировался в 2004 году, как автор «Человека из Небраски».
На творчество Трейси Леттса вдохновили произведения Уильяма Фолкнера и Теннесси Уильямса. После окончания в 1980 году средней школы Трейси переехал в Даллас, работал на телевидении. Немного погодя он переехал в Чикаго, где устроился на работу в клуб The Famous Door и театр Steppenwolf Theatre Company. Там он проработал около 11 лет, однако до сих пор числится членом Steppenwolf Theatre Company.
В 1990-х годах Трейси Леттс основал театр Bang Bang Spontaneous. Выступая в театре, часто появляется в телевизионных проектах, среди которых много сериалов. Среди последних — «Родина» и «Развод».
В последние годы Леттс также часто стал появляется в заметных кинопроектах. В 2015 году он исполнил роль Лоуренса Филдса в биографической драме «Игра на понижение», в 2017 году — Ларри МакФерсона в комедийной драме «Леди Бёрд», а также Генри Форда II в спортивной драме «Ford против Ferrari». В 2019 году актёра можно было увидеть в драме «Маленькие женщины».
В середине марта 2022 года в российский прокат вышел эротический триллер Эдриана Лайна «Глубокие воды», сюжет которого закручивается вокруг порочного брака героев Бена Аффлека и Аны де Армас. Картина основана на одноимённом романе Патриции Хайсмит. Леттс исполнил в фильме роль Лайонела, друга семьи.

## Личная жизнь
Женат на актрисе Кэрри Кун, с которой познакомился во время игры в постановке на Бродвее «Кто боится Вирджинии Вулф?». За роль в этой постановке в 2013 году получил премию Tony Award как лучший мужской исполнитель главной роли. У пары в марте 2018 года родился сын, а в 2021 году дочь.

## Фильмография

### Актер
| Год  | Название                             | Оригинальное название   | Роль                   |
| ---- | ------------------------------------ | ----------------------- | ---------------------- |
| 1992 | Разговор начистоту                   | Straight Talk           | Шон                    |
| 1998 | Служители закона                     | U.S. Marshals           | шериф По               |
| 2015 | Игра на понижение                    | The Big Short           | Лоуренс Филдс          |
| 2016 | Кристин                              | Christine               | Майкл Нельсон          |
| 2016 | Элвис и Никсон                       | Elvis & Nixon           | Джон Финлатор          |
| 2016 | Возмущение                           | Indignation             | декан Хоуз Д. Кодвуэлл |
| 2016 | Абсолютная власть                    | Imperium                | Даллас Вольф           |
| 2017 | Леди Бёрд                            | Lady Bird               | Ларри МакФерсон        |
| 2017 | Секретное досье                      | The Post                | Фритц Биби             |
| 2019 | Ford против Ferrari                  | Ford v Ferrari          | Генри Форд II          |
| 2019 | Маленькие женщины                    | Little Women            | мистер Дэшвуд          |
| 2021 | Женщина в окне                       | The Woman in the Window | доктор Карл Ленди      |
| 2021 | Охотники за привидениями: Наследники | Ghostbusters: Afterlife | Джек                   |
| 2022 | Глубокие воды                        | Deep Water              | Дон Уилсон             |

### Сценарист
- 2006 — Глюки / Bug
- 2011 — Киллер Джо / Killer Joe
- 2013 — Август: Графство Осейдж / August: Osage County
- 2021 — Женщина в окне / The Woman in the Window